# Seagate Technology
Seagate Technology — американська компанія, один з найбільших виробників твердих дисків і рішень для зберігання інформації. Заснована в 1979 році в Дубліні як Shugart Technology. Виконавчі офіси розташовані в Купертіно, Каліфорнія, дослідницький центр в Піттсбурзі, Пенсільванія.

## Історія

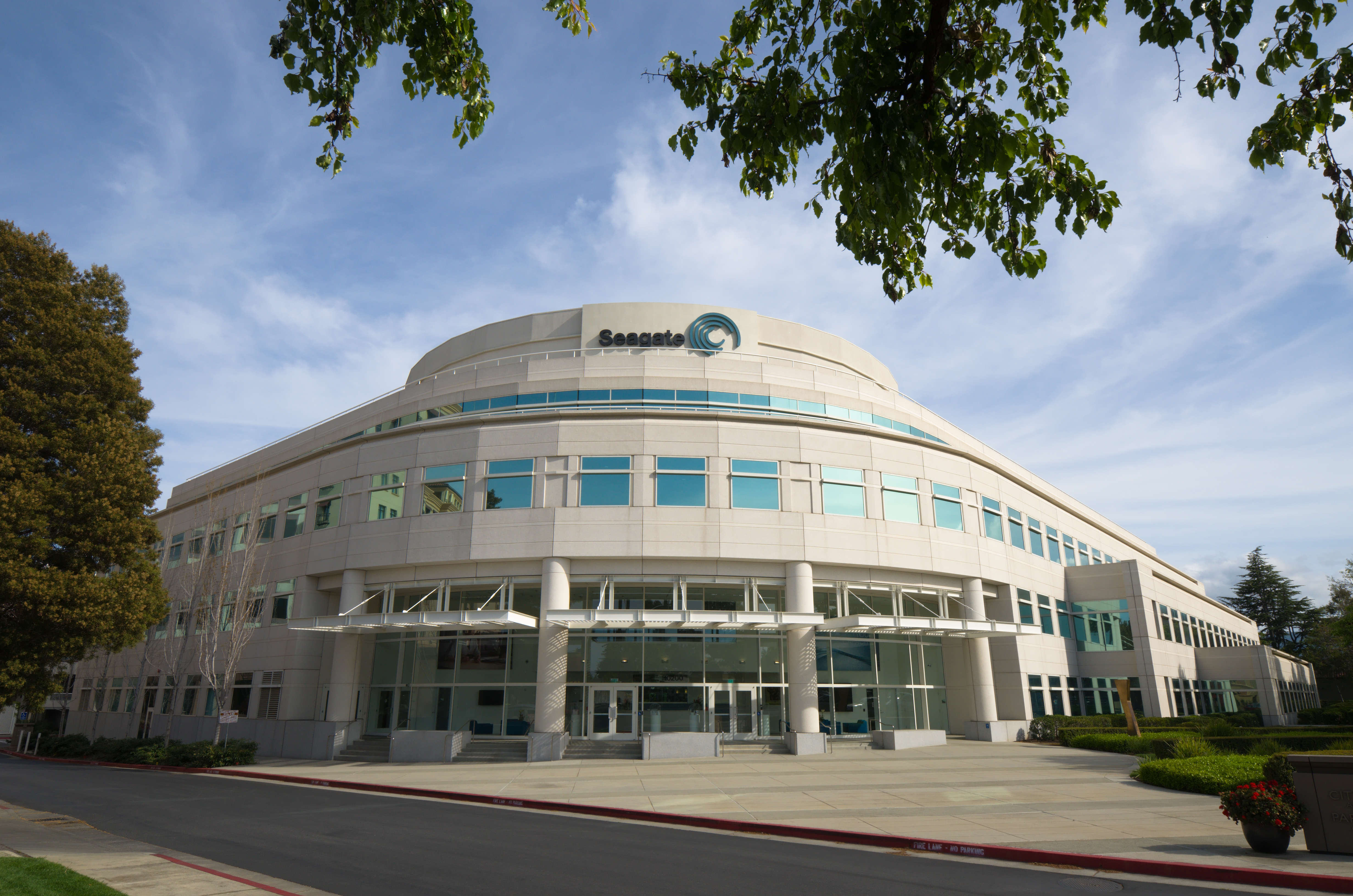
Штаб-квартира у Купертіно, Каліфорнія

Компанія офіційно виникла 1 листопада 1979. Назву Shugart Technology незабаром було змінено на Seagate Technology щоб уникнути плутанини з Shugart Associates. Першим продуктом компанії став 5-мегабайтний твердий диск ST-506 (1980 рік).
Фініс Коннор покинув компанію в 1985 році і заснував власний бізнес з випуску дисків для портативних комп'ютерів — Conner Peripherals; в 1996 році Conner Peripherals була поглинена Seagate Technology. У 1989 році Seagate придбала дисковий підрозділ Control Data Corporation, отримавши доступ до серверних технологій зберігання даних.
У листопаді 1992 році компанія запустила в серійне виробництво тверді диски під торговою маркою Barracuda, перші диски на ринку зі швидкістю обертання шпинделя 7200 об./хв. До травня наступного року був проданий 50-мільйонний диск Barracuda. До квітня 1999 року, було продано 250 мільйонів твердих дисків Seagate. У лютому 2000 року компанія анонсувала тверді диски зі швидкістю обертання шпинделя 15000 об./хв. До березня 2005 року їх було продано 10 мільйонів.
Forbes вибрав Seagate компанією року в 2006. У травні 2006 року компанія поглинула Maxtor Corporation, включаючи дочірні MiniScribe, Quantum Corporation і дисковий підрозділ DEC.
У 2008 довіра користувачів до компанії серйозно похитнулося після серйозних проблем з твердими дисками Seagate 7200.11 і деякими іншими.
З 2000 по квітень 2010 року Seagate Technology була зареєстрована на Кайманових островах.
24 червня 2010 року компанія Seagate оголосила, про переміщення штаб-квартири зі Скотс-Валлі у Купертіно, штат Каліфорнія.
У 2011 році Seagate купила підрозділ компанії Samsung з виробництва твердих дисків.

## Продукти

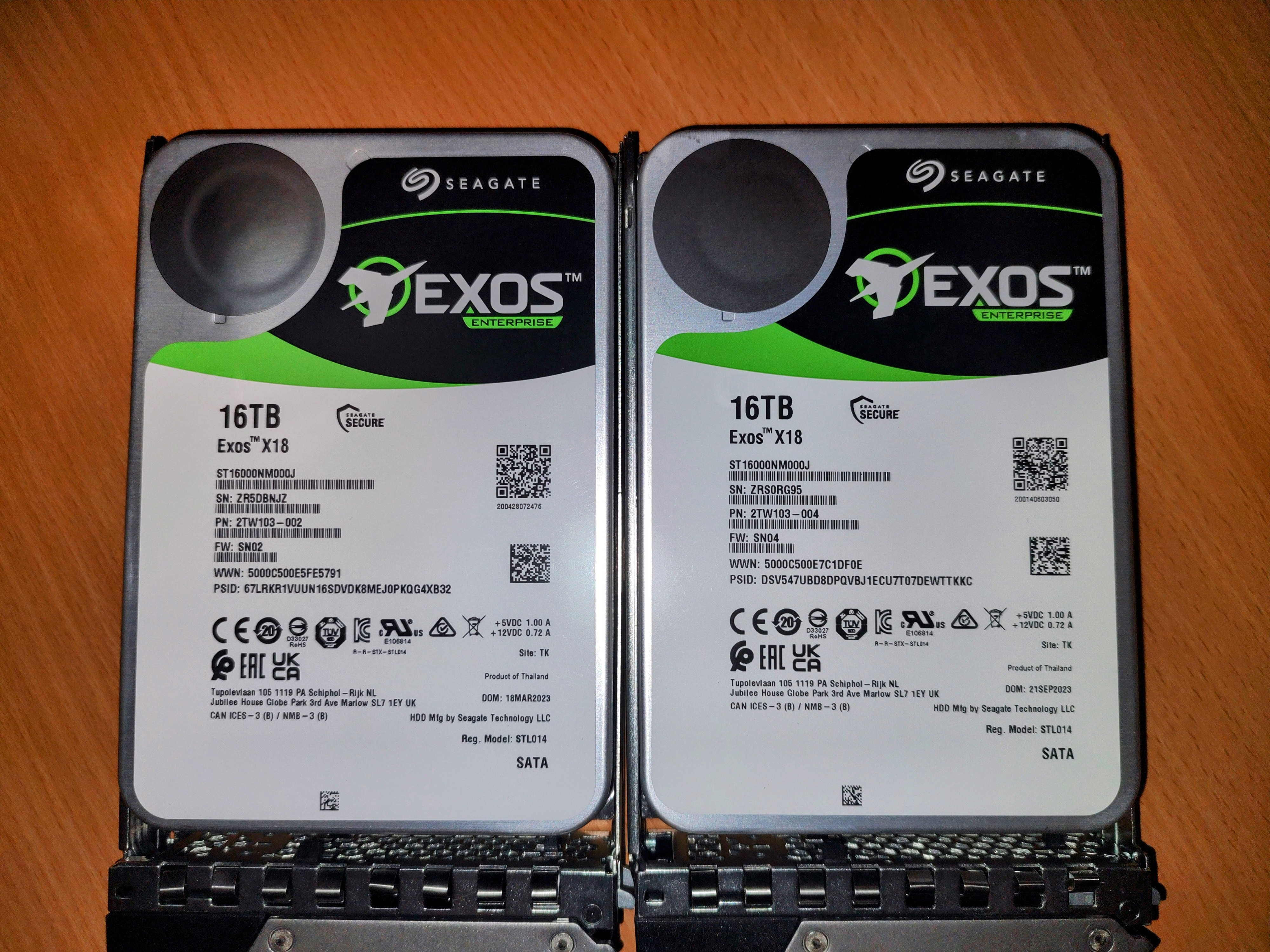
Seagate Exos X16 HDD 16TB

У складі продуктів компанії зовнішні, внутрішні і мережеві пристрої зберігання даних, засоби домашніх розваг. Компанії належить інтернет-сервіс для корпоративних користувачів i365, що надає послуги з резервування даних (технології раніше належали EVault і MetaLINCS).
Компанії належать торгові марки твердих, гібридних дисків і SSD — Barracuda, Cheetah, Savvio, Constellation, Pulsar, DiamondMax, Momentus. Випускаються тверді диски з самошифруванням (FDE, FIPS 140-2).
Торгові марки систем зберігання інформації — FreeAgent, BlackArmor, Maxtor OneTouch і CentralAxis.

## Проблеми з твердими дисками Seagate
На початку 2009 року стало відомо про серйозні проблеми з твердими дисками Seagate, зокрема, у новій моделі популярної серії Barracuda 7200.11. В нових мікропрограмах твердих дисків виявилася помилка, яка часто призводила до блокування диска і неможливості отримання доступу без спеціального обладнання.
Однак, відомі випадки успішного відновлення дисків самими користувачами в домашніх умовах.